# Zhang Zhan
Zhang Zhan (xinès simplificat: 张展)  (Xianyang, 2 de setembre de 1983) és una periodista ciutadana i exadvocada xinesa que presumptament va ser torturada i condemnada a quatre anys de presó per haver «provocat aldarulls i generat problemes» durant la pandèmia de la COVID-19. És la primera periodista ciutadana condemnada per denunciar la pandèmia a la Xina.